# Koszmosz–76
A Koszmosz–76 (oroszul: Космос–76) szovjet DSZ–P1–Ju típusú célműhold, mely a ballisztikus rakéta-elhárító rendszerek radarberendezéseinek kalibrálására szolgált.

## Jellemzői
1965. július 23-án Koszmosz–76 jelzéssel a  Kapusztyin Jar rakétakísérleti lőtér 86/1 sz.  indítóállásából egy Koszmosz–2 (63SZ1) típusú hordozórakétával juttatták alacsony Föld körüli pályára, melynek periódusa 92 perces, elhajlása 48,78°-os. Az elliptikus pálya perigeuma 255 km, apogeuma 499 km volt. A műhold tömege 325 kilogramm. Ez volt a DSZ–P1–Ju típusú műhold harmadik elkészült, és a második sikeresen pályára állított példánya. (A második példány a hordozórakéta második fokozatának hibája miatt nem állt pályára.)
1966. március 16-án belépett a légkörbe és megsemmisült.